# Gardenia grandis
Gardenia grandis är en måreväxtart som beskrevs av Pieter Willem Korthals. Gardenia grandis ingår i släktet Gardenia och familjen måreväxter. Inga underarter finns listade i Catalogue of Life.